# Nodes de la Lluna

La Terra i la Lluna tenen plànols d'òrbita amb 5° de diferència d'inclinació, cosa que genera els nodes lunars.

Els nodes de la Lluna són els dos punts en què l'òrbita de la Lluna atravessa l'eclíptica.
L'òrbita de la Lluna està inclinada 5° 8′ respecte a l'eclíptica, a la que talla en dos punts anomenats node ascendent (quan la creua movent-se cap al nord des de l'hemisferi sud) i node descendent (quan la creua movent-se cap al sud). El símbol del node ascendent és ☊, el símbol astronòmic i astrològic per al cap del drac (Caput draconis). El símbol del node descendent és ☋, el símbol astronòmic i astrològic per a la cua del drac (Cauda draconis).
Els eclipsis tenen lloc només quan la Lluna es troba a prop d'un dels seus nodes: un eclipsi solar té lloc quan el pas de la Lluna a través d'un dels seus nodes coincideix amb la Lluna nova; un eclipsi de Lluna té lloc quan coincideix amb la Lluna plena. Perquè l'eclipsi es produeixi, la distància de la Lluna al nodes ha de ser de menys de 1,5º (que equival aproximadament a 3 diàmetres lunars).
Si els nodes estigueren fixos el Sol els travessaria cada mig any i si coincidís la proximitat del pas amb una Sizígia, es produiria un eclipsi. Els eclipsis tindrien lloc sempre en les mateixes constel·lacions zodiacals. Però açò no és així: els nodes retrograden sobre l'eclíptica, en un moviment de precessió, donant una volta cada 6793,5 dies o 18,5996 anys. Aquest període s'anomena període draconític, i és igual al període de nutació de la Terra.
Aquest moviment és degut a l'atracció gravitacional del Sol sobre la Lluna i no és uniforme, en unes èpoques la seva velocitat és el doble de la mitjana i en altres és nul·la, i els nodes són "estacionaris". Açò ocorre quan el Sol està en un dels nodes i s'anul·la la component de la força que causa aquest desplaçament. Es produïx durant els eclipsis que la posició vertadera del node coincideix amb la longitud mitjana i és més còmode durant els eclipsis parlar del node mitjà.
L'any d'eclipsis és l'espai de temps entre dos passos del Sol pel node ascendent lunar. El seu valor és 346,6074 dies. Com els eclipsis es repetixen amb el pas del Sol per un o altre node, l'ocasió es repetirà cada 173,31 dies, període denominat temporada d'eclipsis.
D'una llunació a la següent el node avança 1,5º, arc no negligible, equivalent a 3 diàmetres lunars.
Els eclipsis lunars totals es poden utilitzar per a calcular la retrogradació dels nodes lunars. El mètode es basa en el fet que durant els eclipsis el node vertader coincideix amb el node mitjà. A més, si l'eclipsi total té fase gran, la Lluna i el Sol estaran molt a prop del node i calculant la longitud celeste del Sol tindrem la longitud d'un dels nodes.